# Liber de natura rerum (Thomas von Cantimpré)
Der Liber de natura rerum (lateinisch für „Buch über die Natur der Dinge“) ist eine naturwissenschaftliche Enzyklopädie von Thomas von Cantimpré (= Thomas Cantimpratensis). Das Werk entstand etwa zwischen 1225 und 1241, ist in lateinischer Sprache verfasst und galt im Mittelalter als naturkundliches Standardwerk.
Der Liber de natura rerum umfasst ursprünglich 19 Bücher, ein zwanzigstes wurde nachträglich angehängt. Die Bücher 4–9 behandeln tierkundliche Themen. Sie sind alphabetisch sortiert. Thomas geht hier stellenweise auf die den Tieren zugeschriebenen Eigenschaften ein, die im theologischen Kontext gedeutet werden. Das 20. Buch (de ornatu celi et motu syderum) geht vermutlich fast vollständig auf das zweite Buch der Philosophia mundi des Wilhelm von Conches zurück.
Thomas verwendete viele verschiedene Quellen, die nicht immer im Einzelnen nachweisbar sind. Die wichtigsten sind Aristoteles, dessen Texte in der Entstehungszeit des Werkes wiederentdeckt worden waren, Plinius der Ältere, dessen Naturalis historia eine große Wirkung für das Mittelalter hatte, Solinus, der für seine Collectanea rerum memorabilium hauptsächlich Plinius’ Werk als Vorlage genutzt hatte, und Ambrosius. Rätselhaft war lange Zeit eine anonym verfasste Enzyklopädie, die Thomas als „Experimentator“ zitiert. Erst in der zweiten Hälfte des 20. Jahrhunderts konnten entsprechende Handschriften identifiziert werden, die von Thomas verwendete Urfassung ist jedoch verschollen.
Das Werk ist in über 100 Handschriften erhalten, von denen allerdings nur zwei den ursprünglichen Text repräsentieren. Viele der Handschriften sind unvollständig oder wurden ergänzt. Die Handschrift Thomas III (nach Chr. Freckel) entstand vermutlich noch zu Thomas’ Lebzeiten in Süddeutschland. Es ist eine gekürzte Fassung, die vermutlich von Konrad von Megenberg für dessen  Buch der Natur verwendet wurde. Sie scheint eine weitere Verbreitung als der Originaltext zu haben. Das erste Buch dieser Handschrift beginnt mit einem Kapitel über die vierfüßigen Tiere.
Deutsche Bearbeitungen des Textes schufen Konrad von Megenberg mit seinem Buch der Natur, Peter Königschlacher mit seinem Buoch von der Naturen der Ding und Michael Baumann mit dem buch von der natür vnd eÿgenschafft der dingk.

## Ausgaben
- Liber de natura rerum. Editio princeps secundum codices manuscriptos. Herausgegeben von Helmut Boese, Teil 1 (Text). Berlin / New York 1973.
- Luis García Ballester et al. (Hrsg.): Santo Tomás de Cantimpré: Codex Granatensis. Universidad, Granada 1973 (Faksimile der Handschrift Codex Granatensis C-76), enthält die Bücher IV bis XII aus De natura rerum sowie Auszüge aus dem Tacuinum Sanitatis.
- Benedikt Konrad Vollmann (Hrsg.): Liber de naturis rerum. Band 1: Kritische Ausgabe der Redaktion III (Thomas III) eines Anonymus. Ergänzt und für den Druck eingerichtet von Janine Déus und Rudolf Kilian Weigand mit einem Beitrag zur Überlieferung von Helgard Ulmschneider (= Wissensliteratur im Mittelalter. Band  54,1). Wiesbaden 2017.
  - Rezension: Konrad Goehl: Anmerkungen zur Orthographie im neuen großen „Thomas III“. In: Medizinhistorische Mitteilungen. Zeitschrift für Wissenschaftsgeschichte und Fachprosaforschung. Band 36/37, 2017/2018 (2021), S. 289–291.
  - Übersetzung: Rudolf Kilian Weigand (Hrsg.): Liber de naturis rerum. Band 2: Übersetzung der Redaktion III (Thomas III) eines Anonymus. Erarbeitet von Janine Déus und Dagmar Gottschall.  (= Wissensliteratur im Mittelalter. Band  54,2). Wiesbaden 2022.

## Sekundärliteratur
- Christian Hünemörder: Thomas von Cantimpré. In: Lexikon des Mittelalters
- Helmut Boese: Zur Textüberlieferung von Thomas Cantimpratensis' Liber de natura rerum. In: Archivum fratrum praedicatorum 39, 1969, S. 53–68.